# Dinopium
Dinopium là một chi chim trong họ Picidae.

## Hình ảnh

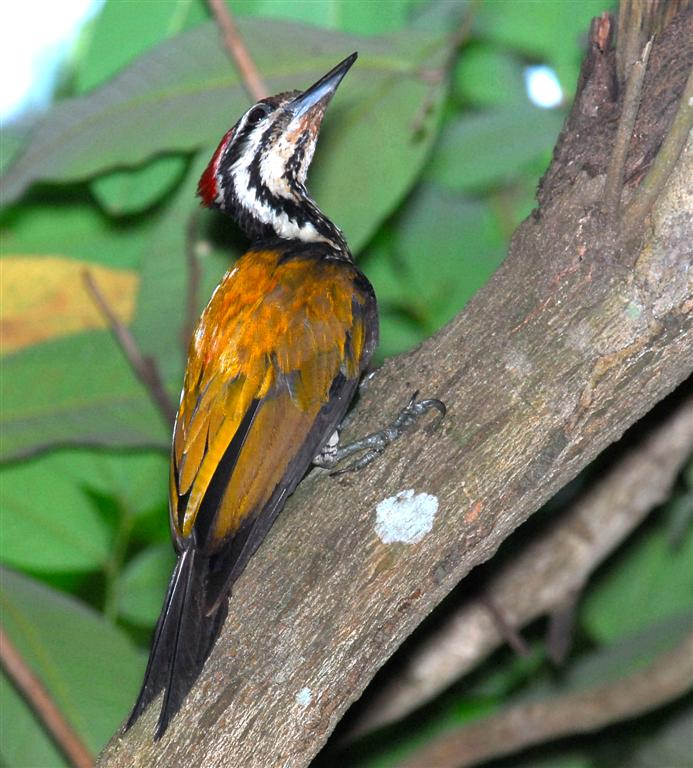
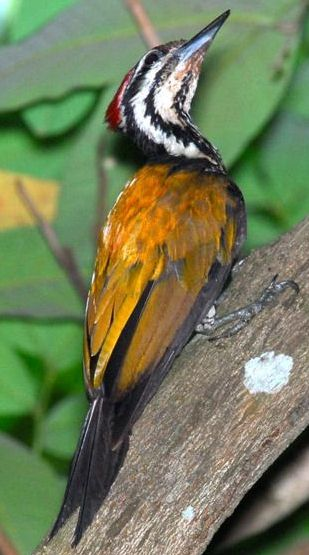
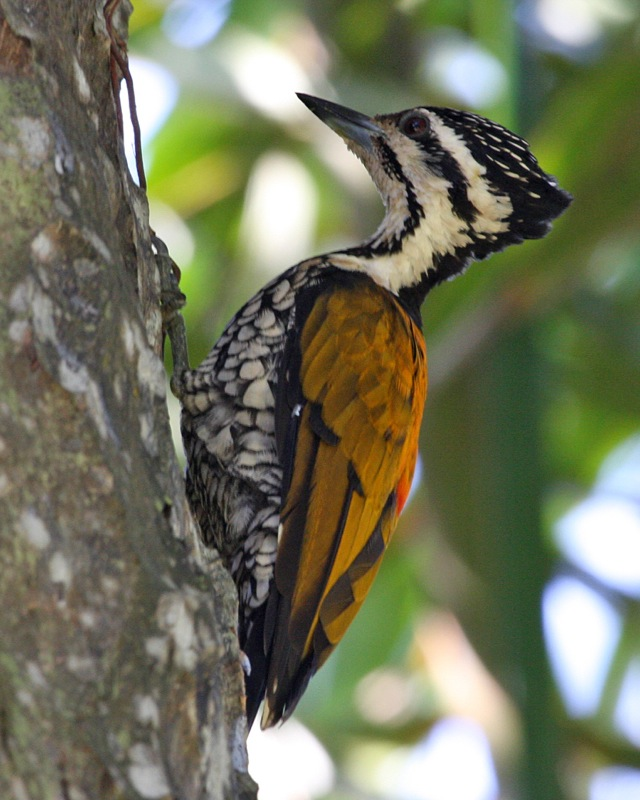
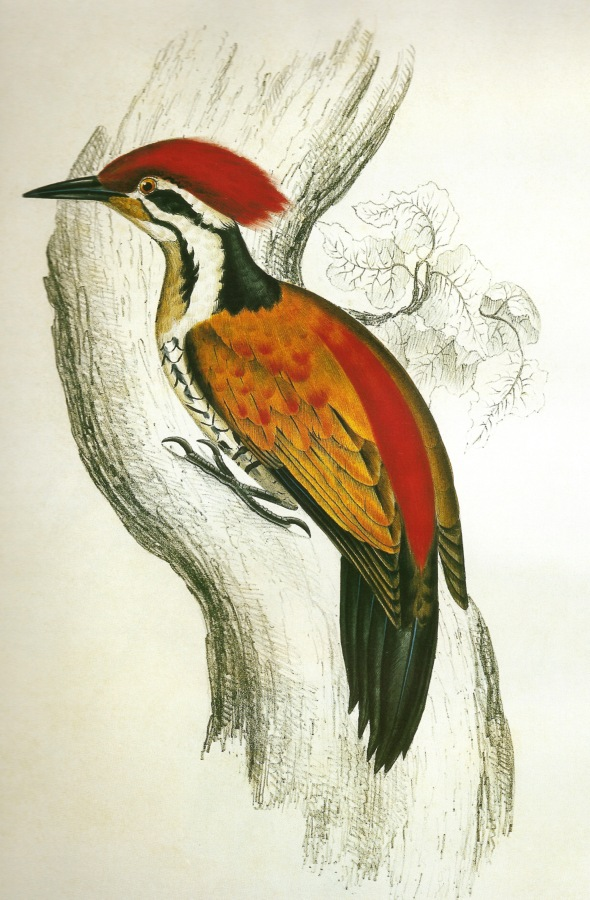
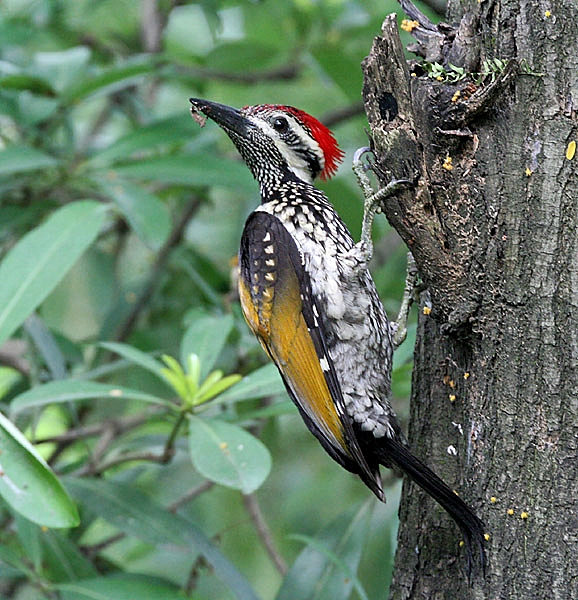